# Puente Benjamin Franklin
El puente de Benjamin Franklin o Benjamin Franklin Bridge (a menudo también conocido como Ben Franklin Bridge), y cuyo nombre original era Delaware River Bridge ('el puente del río Delawere'), es un puente colgante sobre el río Delaware. 
Fue diseñado por Ralph Modjeski y une las ciudades de Filadelfia, Pensilvania y Camden, Nueva Jersey, en los Estados Unidos. El nombre del puente hace honor al padre fundador estadounidense Benjamin Franklin. Su longitud es de 533 m, y al inaugurarse el 1 de julio de 1926 era el puente colgante más largo del mundo, récord que conservó hasta que se inaugurara el Ambassador Bridge en 1929.
Actualmente sobre el puente pasa la carretera Interstate 676, así como la U.S. Highway 30. En dirección Oeste hay que abonar un peaje de 4 dólares para automóviles. 
A ambos lados del puente hay caminos peatonales separados de la calzada. Después de los atentados de Londres, el 7 de julio de 2005 se bloquearon los mismos como medida de precaución durante una temporada.
Este puente junto con el Betsy Ross Bridge, el Walt Whitman Bridge y el Tacony-Palmyra Bridge son las vías de mayor importancia de Filadelfia con el sur de Nueva Jersey.
| Predecesor: Puente de Bear Mountain (Peekskill, NY) | Puente con el vano más largo del mundo 1926-1929 | Sucesor: Puente Ambassador (Detroit−Windsor, USA) |